# Port militaire de Toulon

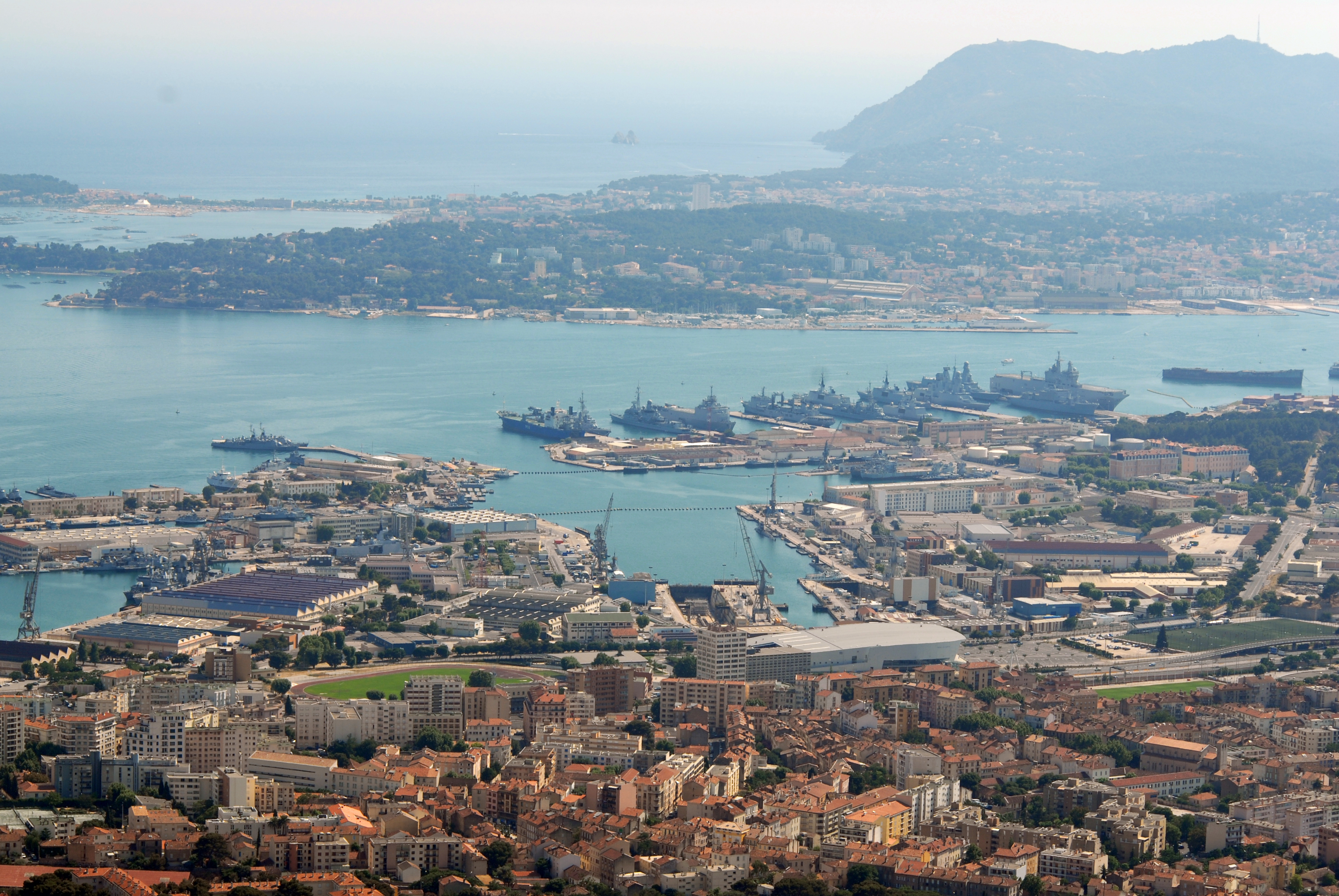
L'arsenal de Toulon.

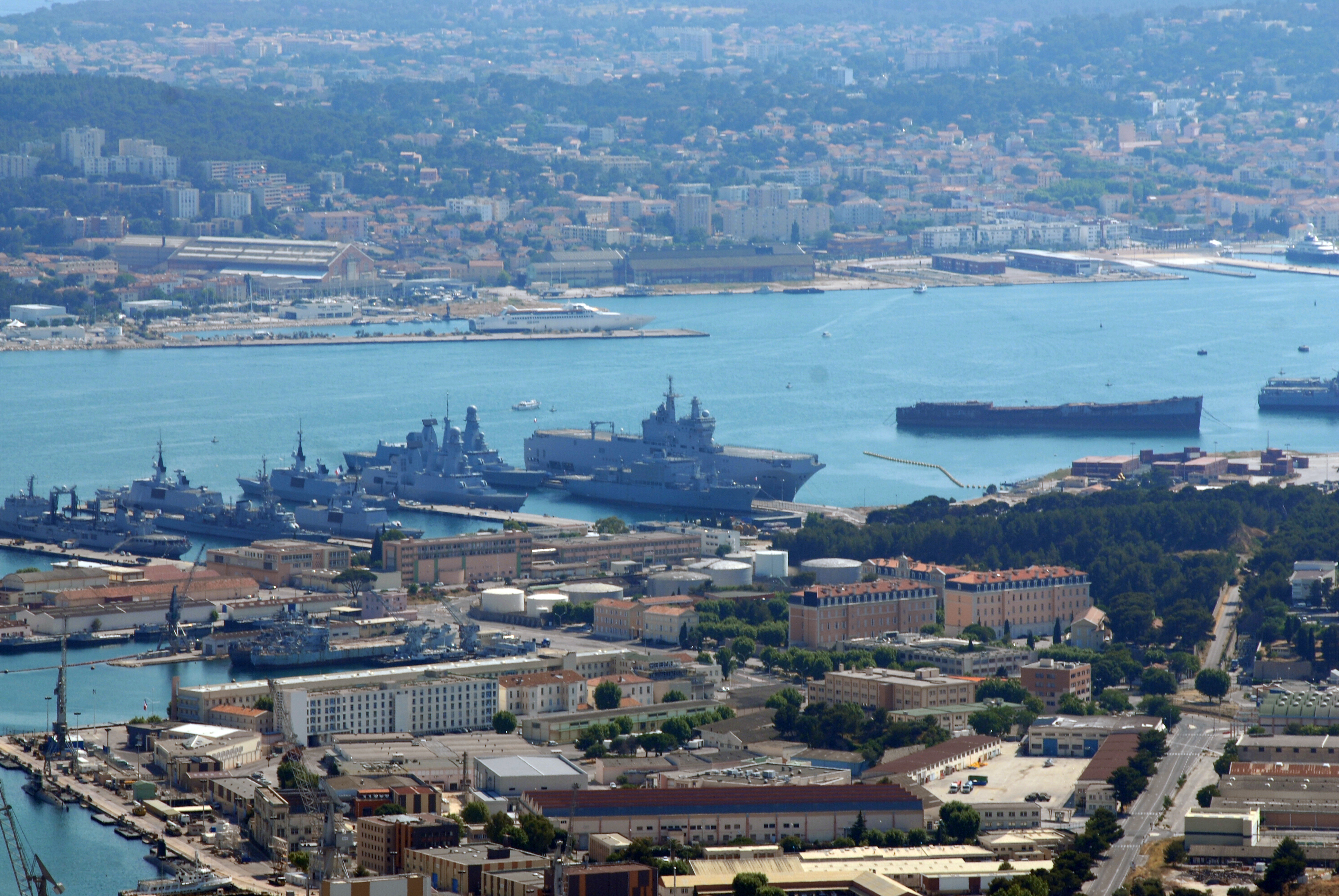
L'arsenal de Toulon.

Le port militaire de Toulon est une base navale française sur la façade méditerranéenne, constituée d'un ensemble d’infrastructures terrestres et maritimes occupant une grande partie de la rade de Toulon, chef-lieu du département du Var. C'est la principale base navale française, avant celle de Brest et celle de Cherbourg. En ce début de XXIe siècle, elle abrite notamment la majeure partie de la force d'action navale, comprenant le porte-avions Charles de Gaulle, les porte-hélicoptères amphibies (PHA) de Classe Mistral (BPC) Mistral, Tonnerre et Dixmude, ainsi que les deux derniers sous-marins nucléaires d'attaque de classe Rubis et les deux premiers SNA de classe Suffren. Au total plus de 60 % du tonnage de la Marine nationale française est à quai dans la rade de Toulon. Constituant la plus grande base de Défense de France depuis le 1er janvier 2011, elle est soutenue par le groupement de soutien de la base de défense de Toulon créé à la même date.

## Histoire

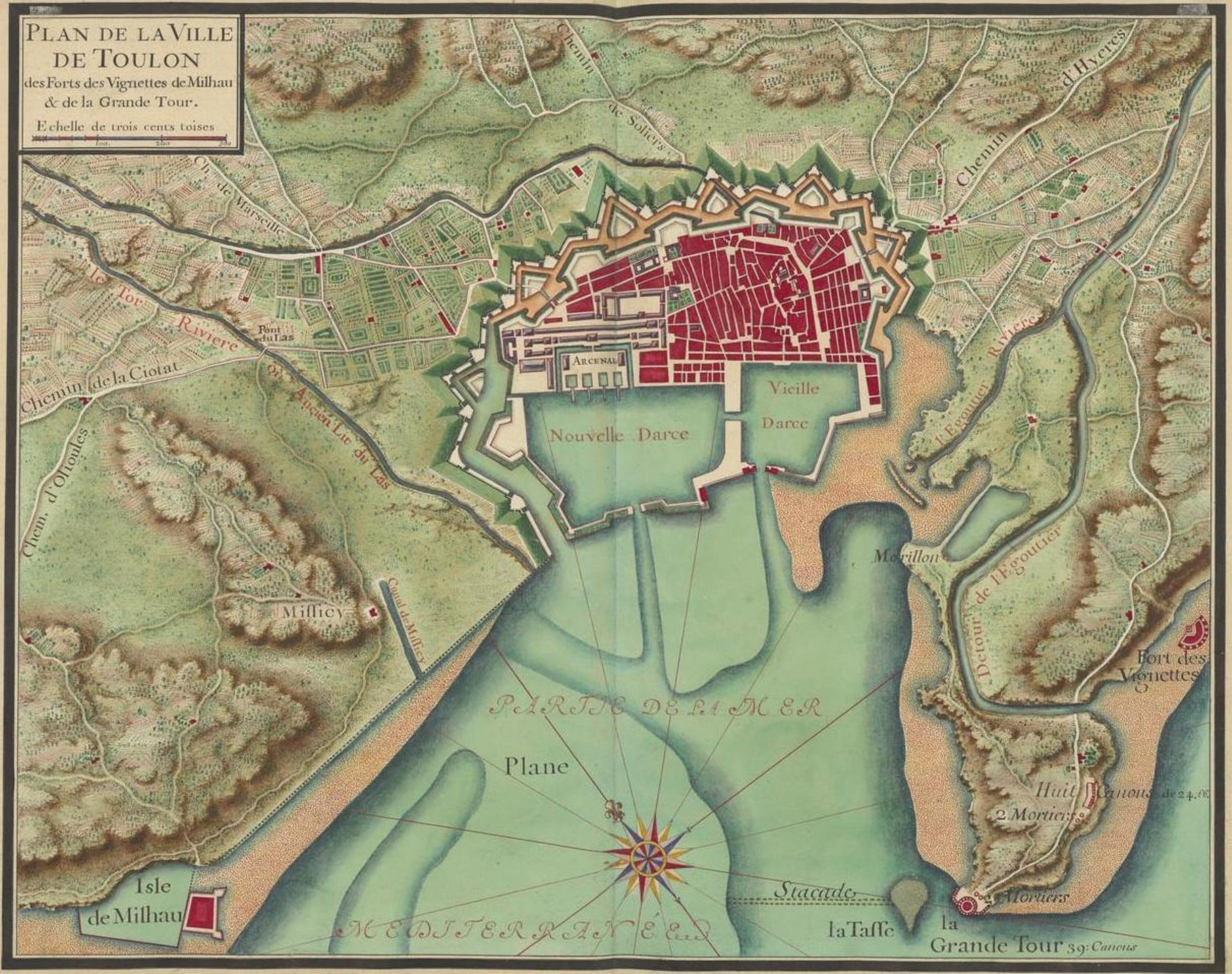
Le port de Toulon, ses deux darses et son arsenal en 1700, après les travaux d'aménagement ordonnées par Colbert et Louis XIV dans les années 1670-1680.

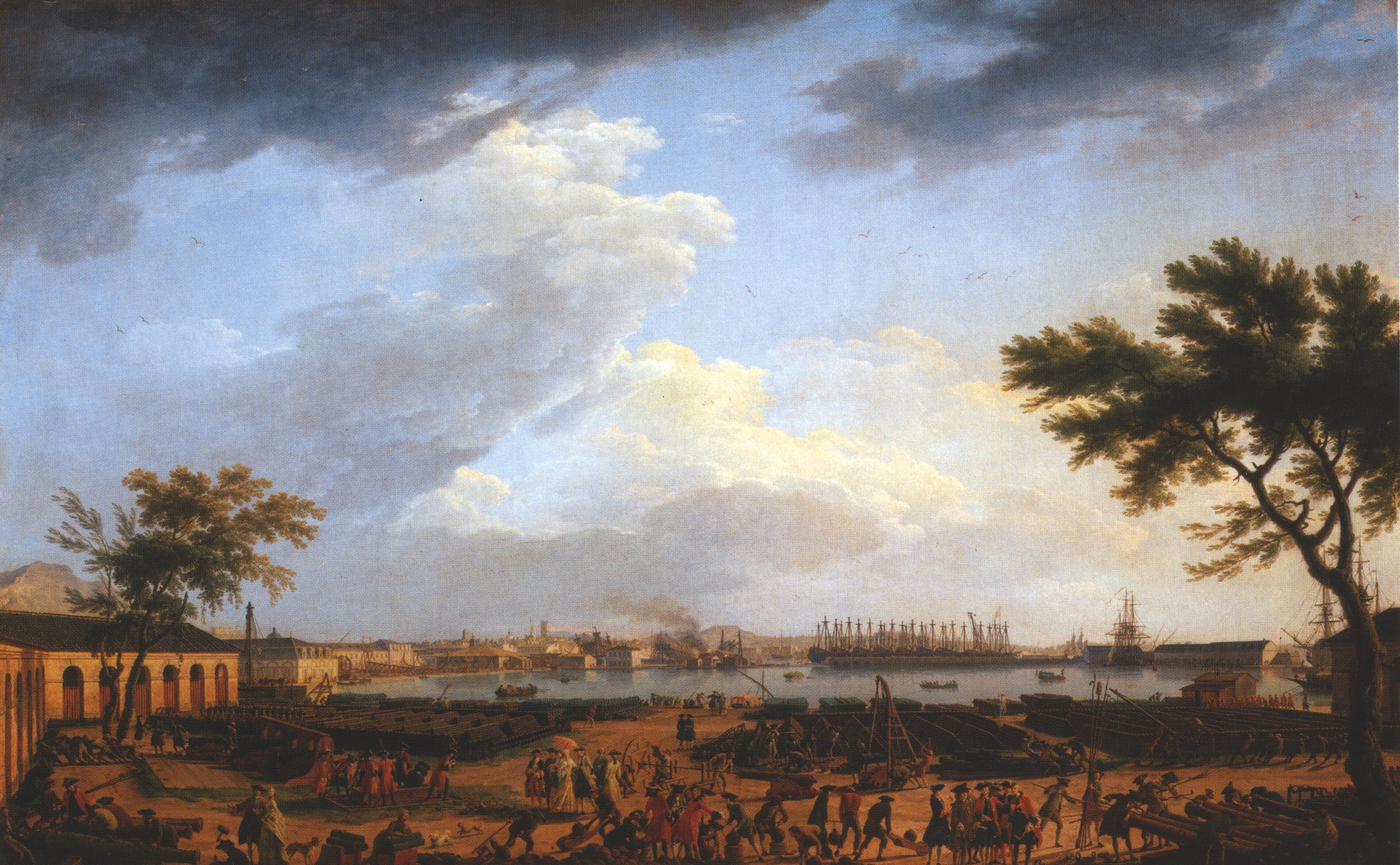
Vue générale du port de Toulon en 1755, sous Louis XV.

La rade de Toulon a toujours été un abri pour la navigation tant civile que militaire, mais l'histoire militaire « moderne » du port commence lorsque Louis XII y fait édifier la Tour royale en 1514. Sous Louis XIV, le ministre Colbert décida que le commerce serait donné à Marseille et que Toulon deviendrait un port de guerre. Vauban fortifie la ville et crée la Darse Neuve, actuellement « Castigneau », où les rois de France basent les galères méditerranéennes de leur Flotte du Levant ; pour garnir les chiourmes et entretenir routes et remparts, la ville abrite aussi un bagne. La construction de l'arsenal du Mourillon démarre au début du XIXe siècle et accueille jusqu'au XXe siècle les entrepôts où l'on conserve les bois pour la construction des vaisseaux de la Marine royale. 
Dès la fin du XIXe siècle, on procède aux constructions des premières frégates cuirassées puis des premiers sous-marins. Durant le XXe siècle, l'arsenal du Mourillon sera principalement affecté aux activités sous-marines et sera une base des sous-marins français jusqu'à la guerre, puis à compter du 20 janvier 1943, comme base de sous-marins allemands (U-Boote) durant la Seconde Guerre mondiale, puis de construction navale et d'ateliers des torpilles après la guerre.
Les ordres du gouvernement de Vichy étant de ne rejoindre ni les Forces françaises libres pour éviter les représailles allemandes, ni la Kriegsmarine en se livrant aux forces d'occupation, la flotte française de Toulon s'est sabordée dans le port le 27 novembre 1942, à l'exception de quelques unités qui, désobéissant à ces ordres, s'échappèrent vers l'Afrique du Nord (sous-marins Casabianca, Glorieux et Marsouin).

## Description

### Zones et entrées
La base militaire est divisée en cinq principales zones ayant chacune son accès à la mer. D'est en ouest :
- Vauban ;
- Castigneau ;
- Missiessy ;
- Malbousquet ;
- Milhaud.

La base comporte trois entrées principales :
- La première, située dans la zone Vauban, à proximité du port civil ; c'est la porte principale, adossée au musée de la marine dont la façade, classée monument historique, n'est autre que l'ancêtre de cette nouvelle porte qui se situe en outre à proximité du quai d'honneur de l'arsenal et de la façade monumentale de la préfecture maritime de la Méditerranée, flanquée de canons et de dorures.
- La seconde ouverture appelée Castigneau, à l'entrée ouest du centre-ville de Toulon et qui a le même nom, est nettement plus pratique. Elle assure l'approvisionnement en fret ainsi que la circulation des convois militaires et civils de la base militaire ;
- La troisième, Malbousquet, tire son efficacité du fait qu'elle se situe à moins de 200 mètres de la sortie de l'autoroute sur une quatre voies.

Les trois autres portes ne constituent que des entrées secondaires peu ou plus utilisées, mais néanmoins gardées, de l'arsenal. À l'extrême ouest sur les communes de La Seyne-sur-Mer et d'Ollioules la base militaire est en contact avec le port commercial de Brégaillon, rattaché aux transits régionaux et nationaux ainsi qu'à la pyrotechnie pour les approvisionnements en munitions.
L'arsenal du Mourillon, situé côté est de la rade est directement accessible par son portail nord. Il était, jusqu'à la fin de la guerre, beaucoup plus étendu qu'aujourd'hui et comprenait l'actuel quartier d'habitations du Port-Marchand qui abritait la base des sous-marins.

### Personnel
Premier employeur industriel du Var, l'entreprise NAVAL GROUP compte 3 500 collaborateurs dans le département dont 2 200 sur la base navale de Toulon. Ses activités sont l'entretien des bâtiments de la Marine nationale et de quelques marines étrangères mais aussi l'entretien de bateaux civils comme ceux de la SNCM. L'entreprise déploie également ses compétences dans le domaine des services énergétiques.

### Routes et chemin de fer
La base militaire possède environ 30 kilomètres de routes, de nombreux parkings et des bus internes. Elle est aussi dotée d'un réseau ferroviaire allant de la ligne SNCF à hauteur de La Seyne-sur-Mer jusqu'aux quais en passant par des hangars de stockage.

### Infrastructures maritimes
D'est en ouest :

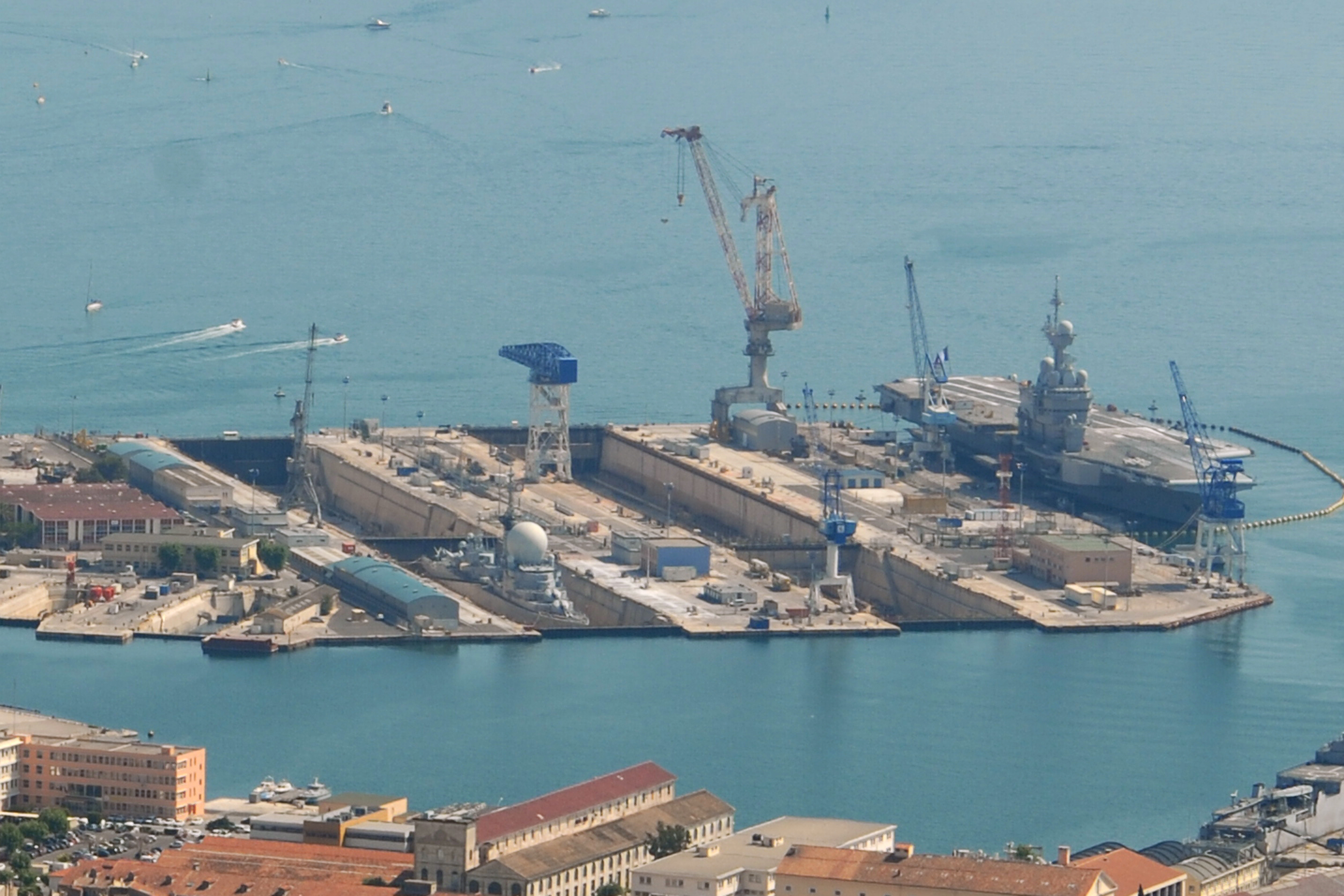
Cales sèches.

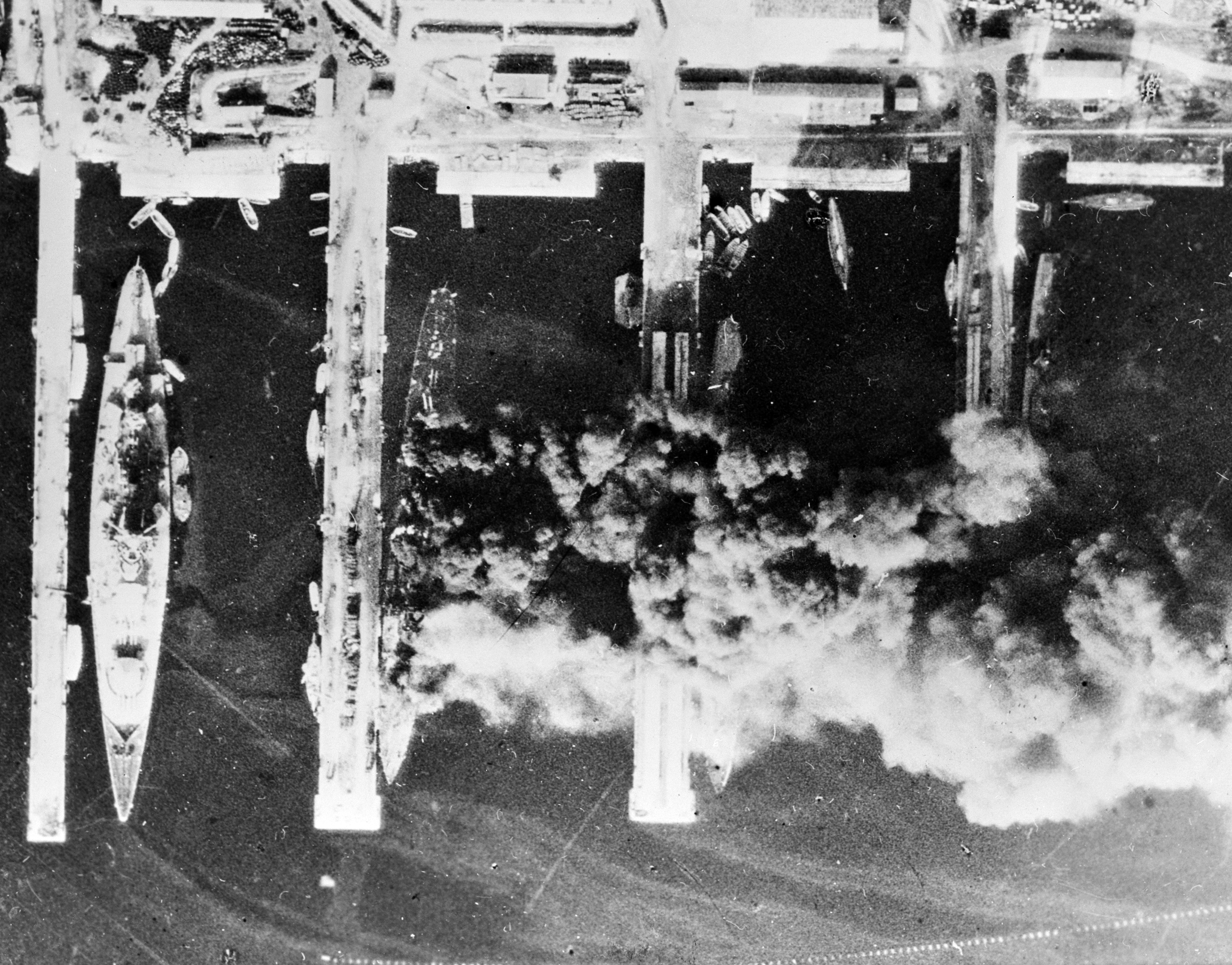
Sabordage de la flotte française à Toulon en 1942.

- Le quai d'honneur : il sert à accueillir les bâtiments étrangers ou de grande capacité et, comme son nom l'indique, les bâtiments à honorer pour des faits le méritant. Situé en face du port marchand, il met à la vue des grands ferrys et des navires de croisière le bâtiment ainsi honoré ;
- les cales sèches et la darse Vauban (bassins) : les quatre premières permettent l'entretien des navires de taille moyenne à grande. La darse Vauban sert de quai pour les petits bâtiments (plongeurs-démineurs, remorqueurs, patrouilleurs) ainsi que des bâtiments en fin de vie ;
- Les quais de Missiessy et de Malbousquet comptent aussi des cales sèches mais ils sont plus connus pour accueillir les sous-marins nucléaires d'attaque et leurs « marmites » comme les surnomment les marins qui ne sont en fait que de grands hangars sur rails qui recouvrent les sous-marins pendant la maintenance de leurs cœurs nucléaires. En 2009, l'accueil et le soutien des SNA est pérennisé sur la base de Toulon, tranchant la question de leur transfert vers l'île Longue, évoqué dès 1997[2] ;
- Les quais de Milhaud sont les quais principaux de l'arsenal puisqu'ils accueillent la force d'action navale (frégates, frégates légères furtives, porte-avions) mais aussi les bâtiments de soutien (pétroliers-ravitailleurs…) et plus récemment les PHA  (Porte hélicoptères amphibie) de classe Mistral).

### Infrastructures terrestres de la base
Celle-ci comprend une panoplie d'antennes radar pour la surveillance aussi bien maritime qu'aérienne de la zone. En outre, elle est dotée d'un service des essences possédant plusieurs stations-service et des canalisations vers les quais, et de services pour l'entretien et la réparation des unités navales et terrestres.
La base est épaulée par la compagnie des marins-pompiers de Toulon. Les infrastructures pour le personnel comprennent plusieurs réfectoires, salles de sports et terrains, un cinéma et divers lieux de vie.

### Installations à proximité de la base
Dans Toulon, mais à l'extérieur de la base navale, se trouvent diverses installations militaires de soutien, dont l'hôpital d'instruction des armées Sainte-Anne.
On trouve aussi à moins de 100 km :
- des unités de l'Armée de terre : le camp de Canjuers (cavalerie blindée, artillerie), le camp de Marseilleveyre (blindés), l'École d'application de l'artillerie, l'École d'Application de l'Aviation Légère de l'Armée de Terre (EAALAT), l'École franco-allemande de formation des équipages Tigre (hélicoptère Tigre, ALAT...) ainsi que de nombreuses petites installations ;
- des bases de la Marine nationale : les bases aéronavales de Cuers (aérodrome) et de Hyères (aéroport civil et militaire partagé), le fort de Six-Fours, le CROSS Méditerranée implanté à La Garde, le fort Lamalgue et avant 2001, la base aéronavale de Saint-Mandrier.

Quant à l'Armée de l'air, ses bases les plus proches se trouvent à Salon-de-Provence et à Istres.

## Formations opérationnelles navigantes implantées

### Porte-avions

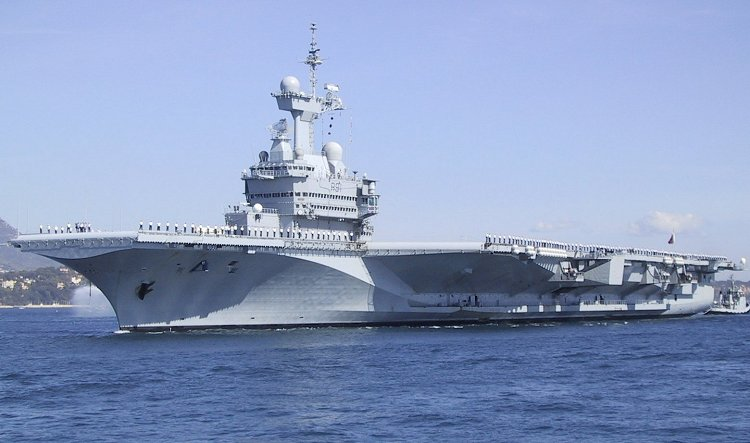
Le Charles de Gaulle dans la rade de Toulon.

- Charles de Gaulle (R91)

### Porte-hélicoptères amphibies
- Mistral (L9013)
- Tonnerre (L9014)
- Dixmude (L9015)

### Sous-marins nucléaires d'attaque

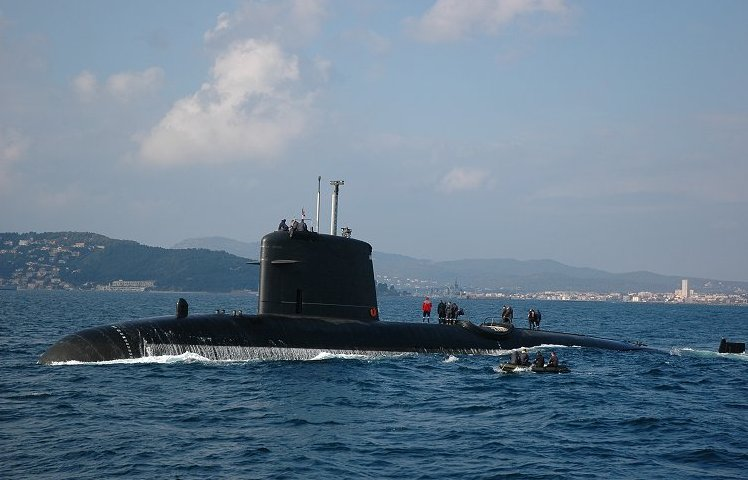
Le Casabianca dans la rade de Toulon.

- Améthyste (S605)
- Perle (S606)
- Suffren (S635)
- Duguay-Trouin (S636)

### Frégates

#### Frégates de défense aérienne

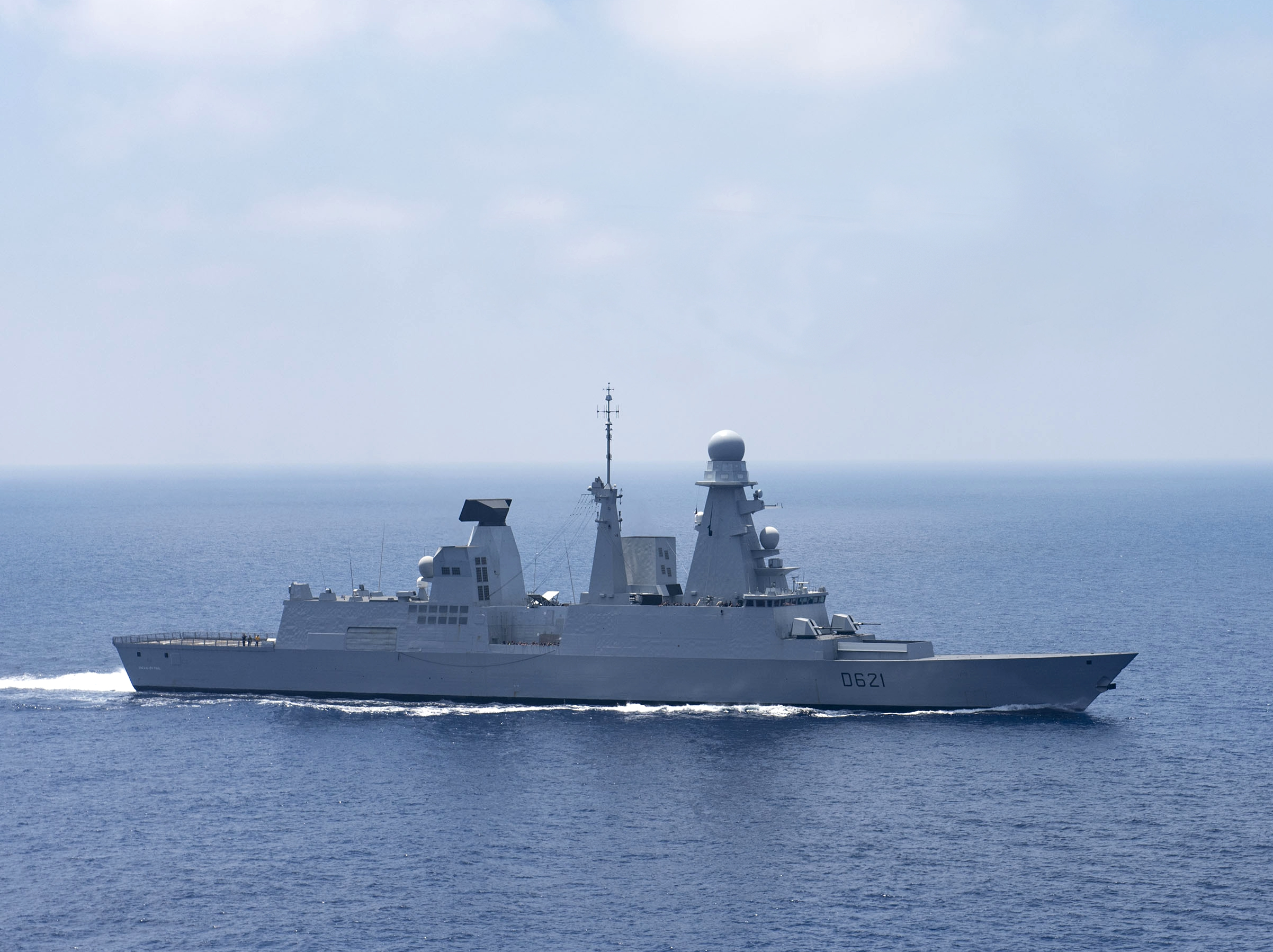
La frégate Chevalier Paul en mer.

- Forbin (D620)
- Chevalier Paul (D621)

#### Frégates multi-missions
- Languedoc (D653)
- Auvergne (D654)[3]
- Provence (D652)[4]
- Alsace (D656)
- Lorraine (D657)

#### Frégates de typeLa Fayette

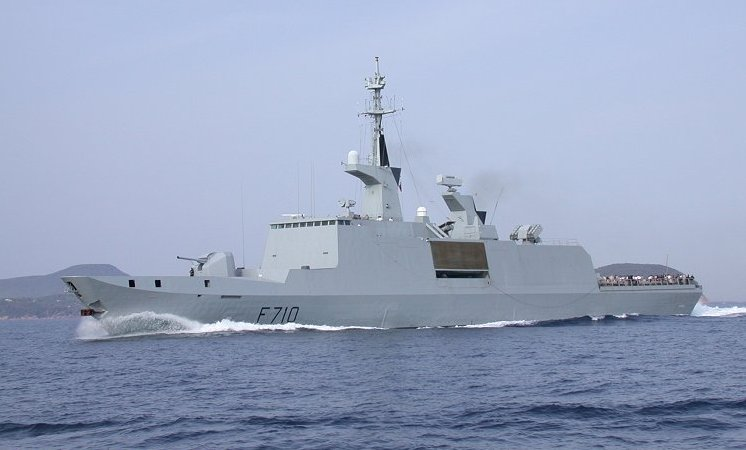
La frégate La Fayette dans la rade de Toulon.

- La Fayette (F710)
- Surcouf (F711)
- Courbet (F712)
- Aconit (F713)
- Guépratte (F714)

#### Avisos
- Enseigne de vaisseau Jacoubet (F794)
- Commandant Ducuing (F795)
- Commandant Birot (F796)
- Commandant Bouan (F797)

### Autres bâtiments

#### Navires civils affrétés

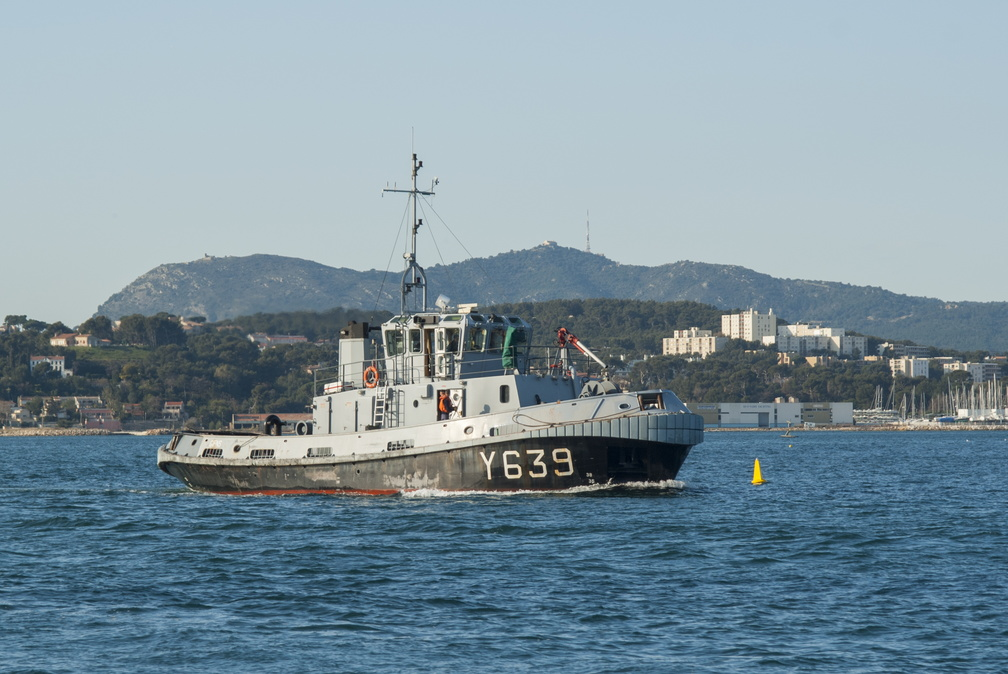
Le remorqueur Giens dans le port militaire de Toulon.

- VN Rebel
- Pionnier
- Jason
- Abeille Méditerranée
- MN Calao

#### Navires militaires
- Différents patrouilleurs
- Bâtiments de lutte contre les mines et de soutien à la plongée
- Bâtiments amphibies
- Bâtiments de soutien et de ravitaillement
- Bâtiments spéciaux et d'expérimentations
- Remorqueurs